# Smrt dolgo po umiranju ali Marjetica
Smrt dolgo po umiranju ali Marjetica je drama Matjaža Kmecla iz leta 1980.

## Obnova

### Osebe
- Silni.
- Mala-Marjetica.
- Tina.
- Maščevalka, Zgodovina, stara mama, Aja, Giovanni, maščevalke.
- Starejši in mlajši ujetnik.

### 1. Na pragu smrti
V nedograjeni hiši v samoti sredi gozda Marjetica umira. Z možem Silnim obujata spomine na njuno ljubezen in življenje, ona se poslavlja tudi od skupine maščevalk, ki jim je pripadala, preden je šla s Silnim.

### 2. Miting bolečine in maščevanja
Maščevalke se borijo v prvih vrstah, tam so, kjer je najbolj vroče in kamor si drugi ne upajo. Silnemu ni prav, do hodijo ženske pred strojnice - bilo jih je štirideset, zdaj jih je samo še sedem. Maščevalke branijo svoje »pravice«, saj nobena nima več nikogar na svetu, vse so jim zverinsko pobili. Na svojih mitingih se spominjajo, da ne bi pozabile, one se ne tolčejo za boljši svet, one se samo maščujejo... Silni in Mala se zaljubita in maščevalke menijo, do naj gresta proč, v njegovo brigado, med njimi nimata kaj početi. Ko hoče par zapustiti staro šolo, kjer se skrivajo maščevalke, se zaslišijo zunaj streli, maščevalke privedejo dva moška. Oba sta sumljiva, oba možna izdajalca; končno se odločijo in starejšega ustrelijo, mlajšega pa priklenejo na Staro mamo, da ne bi ušel. - Med njimi se začne pogovor, ki pokaže, da je v njih še dosti srca. Njihov svet je svet krvi in smrti, toda za tiste, ki bodo preživeli, nekaj mora ostati, vsaj spomin nanje, če ne drugega. Pred učilom-okostnjakom vaškega učitelja slovesno poročijo Silnega in Malo z naročilom, da morata za vse njih imeti veliko otrok; njim naj pripovedujeta o preteklosti, da se ne izgubi. Odslej ju ne bodo puščale v prvo vrsto, ostajala bosta zadaj, do bodo vsi vedeli: zato so se borile te ženske, imele so še kaj več kot samo maščevanje! Silnemu in Mali, ki jo preimenujejo v Marjetico, pripravijo poročno posteljo v šolskem kabinetu: vojne bo kmalu konec, treba bo kar na delo...Vse so v mehkem, prazničnem razpoloženju, hočejo predati svet naprej kor najbolj poraben, dober, varen...
Zunaj krik, Stara mama, ki je malo prej odšla z jetnikom ven, se privleče smrtno ranjena: jetnik jo je bil zabodel in ušel, očitno niso ustrelile pravega. Ženske opozorijo mladoporočenca, naj se prebijeta do njegove brigade, same pa sprejmejo boj in vse do zadnje padejo.

### 3. Zadnja noč
Marjetico boli, da s Silnim nista mogla imeti otrok, izdala je upanje svojih tovarišic. Hoče, naj se Silni po njeni smrti poroči, naj ima otroke in jim pripoveduje tudi o njej... Silni tega ne more obljubiti. Marjetica si še zaželi partizansko pesem in ugasne, Silni pa stori vse tako, kot je bila želela: naravna ploščo na gramofon, ji položi v naročje šopek marjetic, sam pa s stisnjenimi zobmi meče petarde in strelja skoz okno v noč.